# Morunglav
Morunglav est une commune roumaine située dans le județ d'Olt.